# Battle Cry
Battle Cry es el sexto álbum en directo de la banda británica de heavy metal Judas Priest, publicado en 2016 por Epic Records para el mercado europeo y por Columbia Records para los Estados Unidos. Su grabación se realizó el 1 de agosto de 2015 en el festival alemán Wacken Open Air, ante 85 000 personas, en el marco de su gira Redeemer of Souls Tour.
Se puso a la venta en formato disco compacto, que incluyó quince canciones, y en DVD y blu-ray, que contaron con diecisiete temas en total. Además, en estos dos últimos formatos se agregaron las canciones «The Rage», «Screaming for Vengeance» y «Desert Plains», que fueron grabadas el 10 de diciembre de 2015 en el recinto Ergo Arena de Gdansk en Polonia.

## Lista de canciones
| Edición disco compacto |                                   |                                            |          |  |
| N.º                    | Título                            | Escritor(es)                               | Duración |  |
| 1.                     | «(Intro) Battle Cry»              | Rob Halford, Glenn Tipton, Richie Faulkner | 0:32     |  |
| 2.                     | «Dragonaut»                       | Halford, Tipton, Faulkner                  | 4:12     |  |
| 3.                     | «Metal Gods»                      | Halford, Tipton, K.K. Downing              | 4:13     |  |
| 4.                     | «Devil's Child»                   | Halford, Tipton, Downing                   | 5:18     |  |
| 5.                     | «Victim of Changes»               | Halford, Tipton, Downing, Al Atkins        | 8:58     |  |
| 6.                     | «Halls of Valhalla»               | Halford, Tipton, Faulkner                  | 6:07     |  |
| 7.                     | «Redeemer of Souls»               | Halford, Tipton, Faulkner                  | 4:10     |  |
| 8.                     | «Beyond the Realms of Death»      | Halford, Les Binks                         | 7:01     |  |
| 9.                     | «Jawbreaker»                      | Halford, Tipton, Downing                   | 4:05     |  |
| 10.                    | «Breaking the Law»                | Halford, Tipton, Downing                   | 2:47     |  |
| 11.                    | «Hell Bent for Leather»           | Halford, Tipton, Downing                   | 4:26     |  |
| 12.                    | «The Hellion»                     | Halford, Tipton, Downing                   | 0:36     |  |
| 13.                    | «Electric Eye»                    | Halford, Tipton, Downing                   | 4:36     |  |
| 14.                    | «You've Got Another Thing Comin'» | Halford, Tipton, Downing                   | 11:02    |  |
| 15.                    | «Painkiller»                      | Halford, Tipton, Downing                   | 7:25     |  |

| Edición DVD y blu-ray |                                   |                                  |          |  |
| N.º                   | Título                            | Escritor(es)                     | Duración |  |
| 1.                    | «(Intro) Battle Cry»              | Halford, Tipton, Faulkner        | 0:32     |  |
| 2.                    | «Dragonaut»                       | Halford, Tipton, Faulkner        | 4:12     |  |
| 3.                    | «Metal Gods»                      | Halford, Tipton, Downing         | 4:13     |  |
| 4.                    | «Devil's Child»                   | Halford, Tipton, Downing         | 5:18     |  |
| 5.                    | «Victim of Changes»               | Halford, Tipton, Downing, Atkins | 8:58     |  |
| 6.                    | «Halls of Valhalla»               | Halford, Tipton, Faulkner        | 6:07     |  |
| 7.                    | «Turbo Lover»                     | Halford, Tipton, Downing         |          |  |
| 8.                    | «Redeemer of Souls»               | Halford, Tipton, Faulkner        | 4:10     |  |
| 9.                    | «Beyond the Realms of Death»      | Halford, Binks                   | 7:01     |  |
| 10.                   | «Jawbreaker»                      | Halford, Tipton, Downing         | 4:05     |  |
| 11.                   | «Breaking the Law»                | Halford, Tipton, Downing         | 2:47     |  |
| 12.                   | «Hell Bent for Leather»           | Halford, Tipton, Downing         | 4:26     |  |
| 13.                   | «The Hellion»                     | Halford, Tipton, Downing         | 0:36     |  |
| 14.                   | «Electric Eye»                    | Halford, Tipton, Downing         | 4:36     |  |
| 15.                   | «You've Got Another Thing Comin'» | Halford, Tipton, Downing         | 11:02    |  |
| 16.                   | «Painkiller»                      | Halford, Tipton, Downing         | 7:25     |  |
| 17.                   | «Living After Midnight»           | Halford, Tipton, Downing         |          |  |

| Pistas adicionales en DVD y blu-ray, grabadas en Gdansk, Polonia |                           |                          |          |  |
| N.º                                                              | Título                    | Escritor(es)             | Duración |  |
| 18.                                                              | «Screaming for Vengeance» | Halford, Tipton, Downing |          |  |
| 19.                                                              | «The Rage»                | Halford, Tipton, Downing |          |  |
| 20.                                                              | «Desert Plains»           | Halford, Tipton, Downing |          |  |

## Músicos
- Rob Halford: voz
- Glenn Tipton: guitarra eléctrica
- Richie Faulkner: guitarra eléctrica y coros
- Ian Hill: bajo
- Scott Travis: batería y coros